# Prowincja Mu’askar
Prowincja Mu’askar (arab. ولاية معسكر) – jedna z 48 prowincji Algierii, znajdująca się w północno-zachodniej części kraju. 